# 北陸とらいあんぐる
『北陸とらいあんぐる』（ほくりくとらいあんぐる）は、ちさこによる日本の漫画。『コミックフラッパー』（KADOKAWA）にて、2016年4月号から2020年5月号まで連載。北陸新幹線の開業に合わせて、北陸3県から東京の全寮制の女子高に進学した3人の女子高生がヒロインの学園ライフコメディー。作中には、北陸3県のご当地グルメや方言・あるあるネタ・観光スポットが実名で登場する。
漫画『かがやきまっし』（2015年5月発行）をもとに作られた。
登場人物の1人・加賀ひまりを主人公とした『おとりよせしまっし!』が、『コミックフラッパー』にて、2021年2月号から2023年7月号まで連載。全28話。主要人物3人が、学校を卒業して10年後（28歳）という設定で描かれている。
石川県の地方紙北國新聞のNIE面である「北國こども新聞」に2018年から小学生のひまりや家族を描いた4コマ漫画『ひまりちゃん』を連載中。
作者のちさこは、石川県金沢市出身。

## あらすじ
東京にある全寮制の女子高校「私立青葉女学園」に入学したりつ・ひまり・和花の3人。同じクラス、北陸出身、寮も相部屋ということで意気投合するかと思いきや、それぞれの地元愛が強すぎてお互いの地元の良さをアピールし合いながら賑やかな学園生活を過ごしていく。

## 登場人物
主人公の3人をはじめとする登場人物の名前は、北陸3県や信越地方の、都市名や旧国名などにちなんだものとなっている。声はゲームでの担当で、モチーフとなった県出身の声優が採用されている。

### 主要人物
加賀 ひまり（かが ひまり）
声 - 洲崎綾
石川県金沢市出身。誕生日は1月4日。にぎやかで明るいムードメーカーだが自信家なのが玉にキズ。おおらかでイライラしない性格だが、早合点をして騒動を起こすこともある。3人の中ではスタイルは平均。成績は平均点前後だが、テストの解答欄がズレてしまったために赤点を取ったこともある。好物はケーキ、白山市の名物菓子である「圓八のあんころ」、めった汁。嫌いな動物は犬。趣味はウィンドウショッピング。中学時代は華道部に所属しており、あまり運動は得意ではない方で50メートル走は9秒5。糸が用意した生徒会の次期会長に渡されるという指輪が入ったイタリアンを食べたことで生徒会副会長に任命され、後に会長に立候補、妨害はあったものの無事に当選、第58期生徒会長に就任。りつを生徒会書記、和花を生徒会会計に任命した。第57話（最終回）で「私立青葉女学園」を卒業、りつ・和花と同居しつつ、3人とも、上杉糸と同じ大学に通うことになる。カバー下に掲載されているアラサー編では27 - 29歳になり、アパレル企業のデザイナーとして勤務。『おとりよせしまっし!』の主人公。テレビに映っているあいか達を見て、出世したことをりつ・和花とともに祝っている。
黒部 りつ（くろべ りつ）
声 - 上田麗奈
富山県富山市出身。誕生日は10月8日。何かとひまりと張り合おうとするが普段は真面目な性格で成績も優秀。兄が3人いる。血液型はA型。3人の中ではスレンダーなスタイル。ボーイッシュな見た目から同性にモテるタイプ。好物は砺波市の北越が販売する米菓「サラダかきもち」、とろろこんぶ、昆布締め。趣味は読書（少女漫画を愛読）。中学時代はバスケットボール部に所属しており、運動神経も良く50メートル走は7秒4。後に生徒会書記に就任する。第57話（最終回）で「私立青葉女学園」を卒業、ひまり・和花と同居しつつ、上杉糸と同じ大学に通うことになる。アラサー編では27 - 29歳になり、製薬会社勤務。テレビに映っているあいか達を見て、出世したことを涙ぐみながら、ひまり・和花とともに祝っている。
越前 和花（えちぜん わか）
声 - 安済知佳
福井県鯖江市出身。誕生日は2月9日。ひまりとりつの小競り合いをハラハラしながら見守るマイペースな性格の持ち主。3人の中ではスタイルが良い。成績は文系科目はりつよりも得意だが理系科目は全般的に苦手。好物は福井市の有限会社えがわが販売する「えがわの水ようかん」、油揚げ、カレーライス。漫画・ゲーム大好き（ジャンルは多岐にわたる）で、趣味はホラーゲーム。見た目によらず健啖（けんたん）家。中学時代は美術部に所属していた。また運動も苦手（陸上競技除く）。小学校時代に業間体育として毎日走っていたためか3人の中で一番足が速く、50メートル走は6秒4。後に生徒会会計に就任する。第57話（最終回）で「私立青葉女学園」を卒業、ひまり・りつと同居しつつ、上杉糸と同じ大学に通うことになる。アラサー編では27 - 29歳になり、小説家。テレビに映っているあいか達を見て、出世したことをひまり・りつとともに祝っている。

### 先輩
ひまり達の1年先輩。それぞれ北陸の近県の出身であるが3人とも具体的にその県のどの地方出身であるかは明言されていない。
上杉 糸（うえすぎ いと）
新潟県出身。生徒会副会長。初出は第16話。初めはりつを自身の『妹』に指名して生徒会を引き継がせようとしたが、「ひまりを指名すればりつと和花ももれなく生徒会入りを希望する」との策略からひまりに指輪入りイタリアンを振る舞い、結果的に3人とも生徒会に引き入れることに成功する。第51話で「私立青葉女学園」を卒業した。その後はひまり達の通う学校の隣の大学（同一法人の経営による大学）に入学した。第57話（最終回）でひまり達の卒業を祝うため登場した。
信濃 朔（しなの さく）
長野県出身。生徒会書記。ボクっ娘。初出は第33話。第51話で「私立青葉女学園」を卒業した。
甲斐 みずき（かい みずき）
山梨県出身。生徒会会計。初出は第33話。やや年寄り臭い一面もある。第51話で「私立青葉女学園」を卒業した。

### 後輩
ひまり達の1年後輩。それぞれ北陸各県の出身だが、ひまり達3人とは別の地方出身。
高岡 あいか（たかおか あいか）
富山県高岡市出身。初出は第31話。好物はコーヒースナック。好きなことはひまりに対する影でこっそり監視・観察。入学直後に見たひまりに一目ぼれし、金沢出身と偽ってひまりに接近した。ひまりを「お姉様」と呼び慕う。七緒からはわがままで自分勝手で中二病な性格と評としているものの、素直で可愛くて良い子とも評している。同級生からは孤高の美少女と思われている。また敦子とともに、ひまりに付きまとって生徒会を乗っ取ろうとしていると誤解される。後に生徒会会長に立候補したひまりの後援となり、ひまりの生徒会会長就任に尽力した。アラサー編では28歳で地方局のアナウンサーを勤めている。仕事で能登の小学校を取材中に七緒と敦子と再会する。
能登 七緒（のと ななお）
石川県能登地方出身。5人兄弟の長女であり、後輩トリオのおっとりタイプのまとめ役。初出は第31話。好物はカリブ。同級生からはあいかと敦子に振り回されて気苦労が絶えないと心配されている。アラサー編では28歳で小学校教諭を務めている。インタビューを受ける時に取材に来たあいかと再会する。
若狭 敦子（わかさ あつこ）
福井県嶺南（若狭地方）出身。初出は第31話。金髪に色黒というギャルっぽい見た目だが、プールの塩素で髪の色素が抜けたのと日焼けしやすい体質のためでありマイペースな性格。好物はらっきょと梅と鯖のへしこ。いつも飴（ロリポップ）を舐めている。七緒からは何を考えているか分からないが、素直で可愛くて良い子と評している。同級生からはマイペースギャルと思われている。またあいかとともに、ひまりに付きまとって生徒会を乗っ取ろうとしていると誤解される。アラサー編では28歳で福井県庁職員を務めている。インタビューを受ける時に取材に来たあいかと再会する。

### 学園の関係者
年齢はいずれもひまり達が1年生3学期の時点。
満寿泉 なつき（ますいずみ なつき）
富山県出身。27歳。数学教師。第57話（最終回）にも、ひまり達の卒業祝いの席に登場している。
菊屋 姫子（きくや ひめこ）
石川県出身。27歳。美術教師。第57話（最終回）にも、ひまり達の卒業祝いの席に登場している。
早瀬 うらら（はやせ うらら）
福井県出身。27歳。ひまり達が入寮している「すみれ寮」の寮母。第57話（最終回）にも、ひまり達の卒業祝いの席に登場している。

### 生徒の家族
黒部 雪彦（くろべ ゆきひこ）
りつの兄（次男）。大学2年生の21歳。富山県在住。スマートフォン向けアプリゲーム『戦国アイドル学園』を「ユッキー」のハンドルネームでプレイしており、石川で開催されるゲームに出演する声優ライブのチケットをほのかから譲られ一緒に参加することで面識を持つ。立山登山デートでほのかへの好意に気付くものの、ほのかの友人のマリに恫喝され、告白できずにいたが、数カ月後の第50話で勇気をふりしぼってほのかに告白、しかし「付き合う=交際してください」のはずが「何処へお供すればいいのか?」と誤釈されてしまい結局のところ伝わらず、片思いの状態に終わった。続編「おとりよせしまっし！」においても出番もその後についてのりつによる言及もなく、完全にこの状態のまま終わったものとみられる。
加賀 ほのか（かが ほのか）
ひまりの姉。大学2年生。石川県在住。大学では歴史研究サークルに所属する歴女。ひまりから男装したりつ・和花をボーイフレンドとして紹介されたものの、最初のメールの時点で嘘であると見抜いていた。やや天然ボケの感がある。「戦国アイドル学園」を「モグモグ」のハンドルネームでプレイしている。恋人はいない。マリは同級生、雪彦はゲーム仲間・聖地巡礼仲間という認識しか持っていない。続編「おとりよせしまっし！」にも登場するが、やはりほのかの口からも雪彦への言及はない。

### その他
マリ
初出は第40話。ほのか（ひまりの姉）の同級生。一見清純そうに見えるが実は陰湿。同性であるほのかに異常なまでの恋愛感情を抱いている。そのため男女関係無く、ほのかに近づく人を手段を選ばず、排除しようとする（サイコレズ）。
飛騨 孝美（ひだ たかみ）
岐阜県高山市出身。初出は第24話。バレンタインの日にりつに告白するも断られ、ストーカーと化した。和花の作戦と和花に論されて以降、りつに付きまとうことは無くなったが、今度は和花に付きまとうようになる（りつを諦めた訳ではない）。第49話で再登場。生徒会会長に立候補したひまりに成りすまして宣伝活動を妨害した。ひまり達に捕まり、事件の内を明かし、地元自慢するもひまり達に一蹴された。第57話（最終回）にも、ひまり達の卒業祝いの席を覗く姿で登場している。

## 書誌情報
- ちさこ 『北陸とらいあんぐる』 KADOKAWA（MFコミックス フラッパーシリーズ）、全6巻[26]
  1. 2016年11月21日発売、ISBN 978-4-04-068582-3
  2. 2017年7月22日発売、ISBN 978-4-04-069299-9
  3. 2018年3月23日発売、ISBN 978-4-04-069774-1
  4. 2018年11月21日発売、ISBN 978-4-04-065195-8
  5. 2019年7月23日発売、ISBN 978-4-04-065847-6
  6. 2020年5月23日発売、ISBN 978-4-04-064567-4

## 無料ゲーム
2018年3月23日から「RPGアツマール」で無料ゲームが公開された。クリアしたご褒美イラストは、ちさこによる描き下ろし。
ジャンルは北陸ご当地あるあるクイズ&アドベンチャーゲーム。方言ボイスがコレクションできた。

## コラボレーション
2018年3月23日から4月22日の期間にチャンピオンカレーとコラボレーションし、対象店舗にはコラボポスターが掲出され、希望者には1名1食につき1枚に限り、コラボイラストを使用した特製ポストカードが配布された。

## 関連作品
- かがやきまっし - 本作の源流となった作品。
- おとりよせしまっし! - 本作の加賀ひまりが主人公のグルメ漫画。時系列としては大学卒業後、アパレル企業のデザイナーとして勤務しだして3年後となる。28歳。